# Vulcano (divinità)

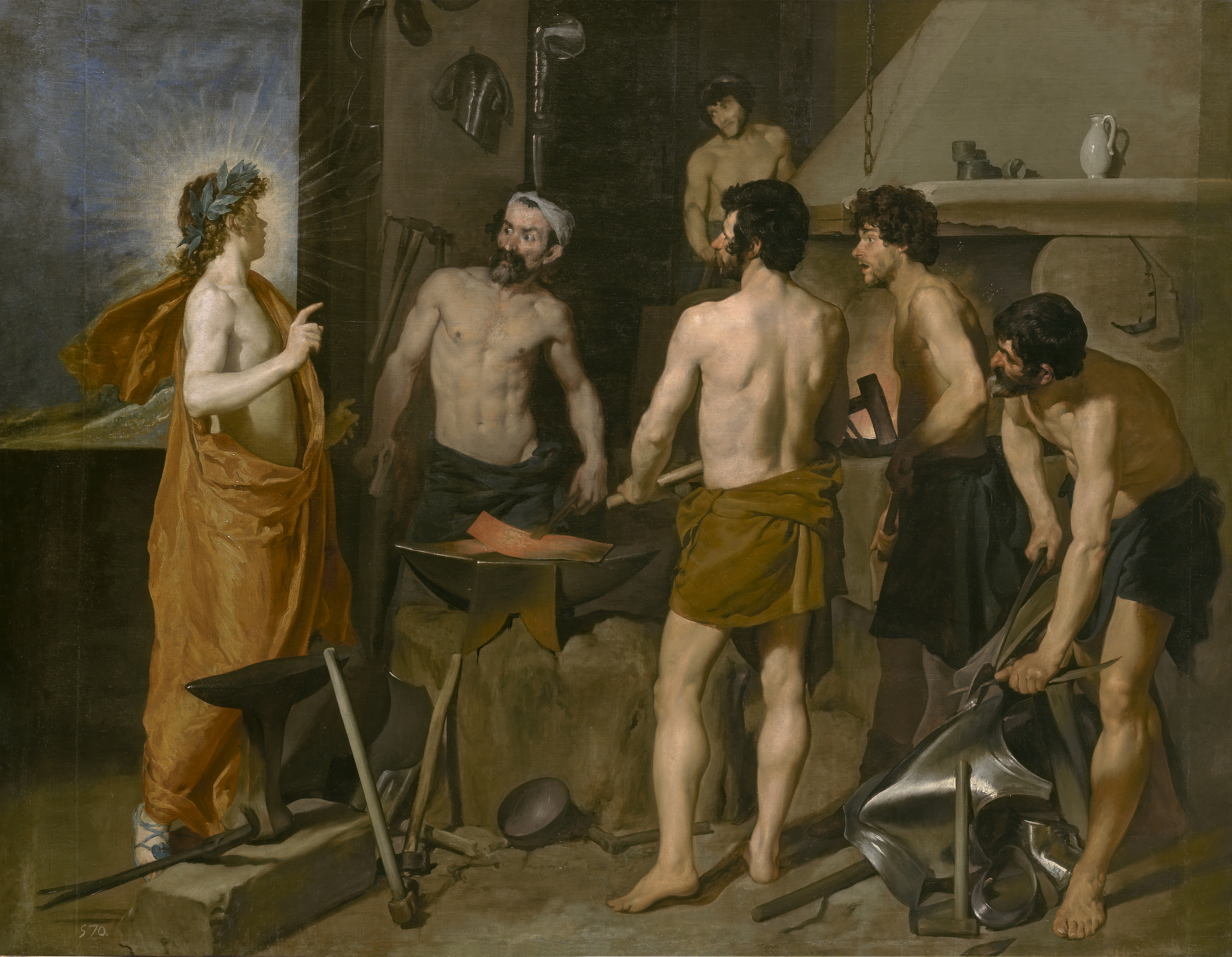
La fucina di Vulcano
di Diego Velázquez. Il Prado, Madrid

Vulcano (in latino Vulcanus, Volcanus o arcaico Volkanus) è il dio romano del fuoco terrestre e distruttore. Appartiene alla fase più antica della religione romana; infatti Varrone riferisce, citando gli annales pontificum, che re Tito Tazio aveva dedicato altari a una serie di divinità tra le quali era anche Vulcano.
Venne in seguito identificato con il greco Efesto secondo l'Interpretatio graeca.

## Etimologia
L'etimologia del nome non è chiara: la tradizione romana sosteneva che il dio derivasse il proprio nome da alcuni termini latini collegati alla folgore (fulgere, fulgur, fulmen), la quale è in qualche modo collegata al fuoco. Al dio sono attribuiti due epiteti: Mulciber (qui ignem mulcet), cioè "che addolcisce", Quietus e Mitis, entrambi col significato di "tranquillo"; tutti questi epiteti servono a scongiurare l'azione distruttiva del dio (per esempio negli incendi). In seguito all'identificazione di Vulcano con il greco Efesto, l'epiteto Mulciber fu interpretato come "colui che addolcisce i metalli nella forgia".
Fino alla metà del XX secolo si pensava che il suo nome non fosse latino ma fosse correlato foneticamente al nome del dio cretese Velkhanos che però ha funzioni molto diverse da quelle del dio romano.
Secondo Wolfgang Meid il nome del dio romano non è correlato a quello di Velkhanos e Christian Guyonvarc'h ha invece proposto di collegarlo al nome di persona irlandese Olcán (ogamico Ulccagni, al genitivo). Un'altra ipotesi, avanzata da Vasilij Abaev, prende in esame una possibile relazione tra Volcanus e l'osseto -waergon variante del nome di Kurdalaegon, il fabbro mitico dell'epopea nartica. Come fa notare Dumézil, la forma Kurdalaegon è stabile e ha un significato chiaro (kurd, "fabbro" + -on "della famiglia" + Alaeg, nome di una delle famiglie nartiche). La variante che si avvicina al nome di Vulcano, invece, è stata attestata una sola volta per cui, sempre secondo Dumézil, si tratta di un accostamento da respingere.

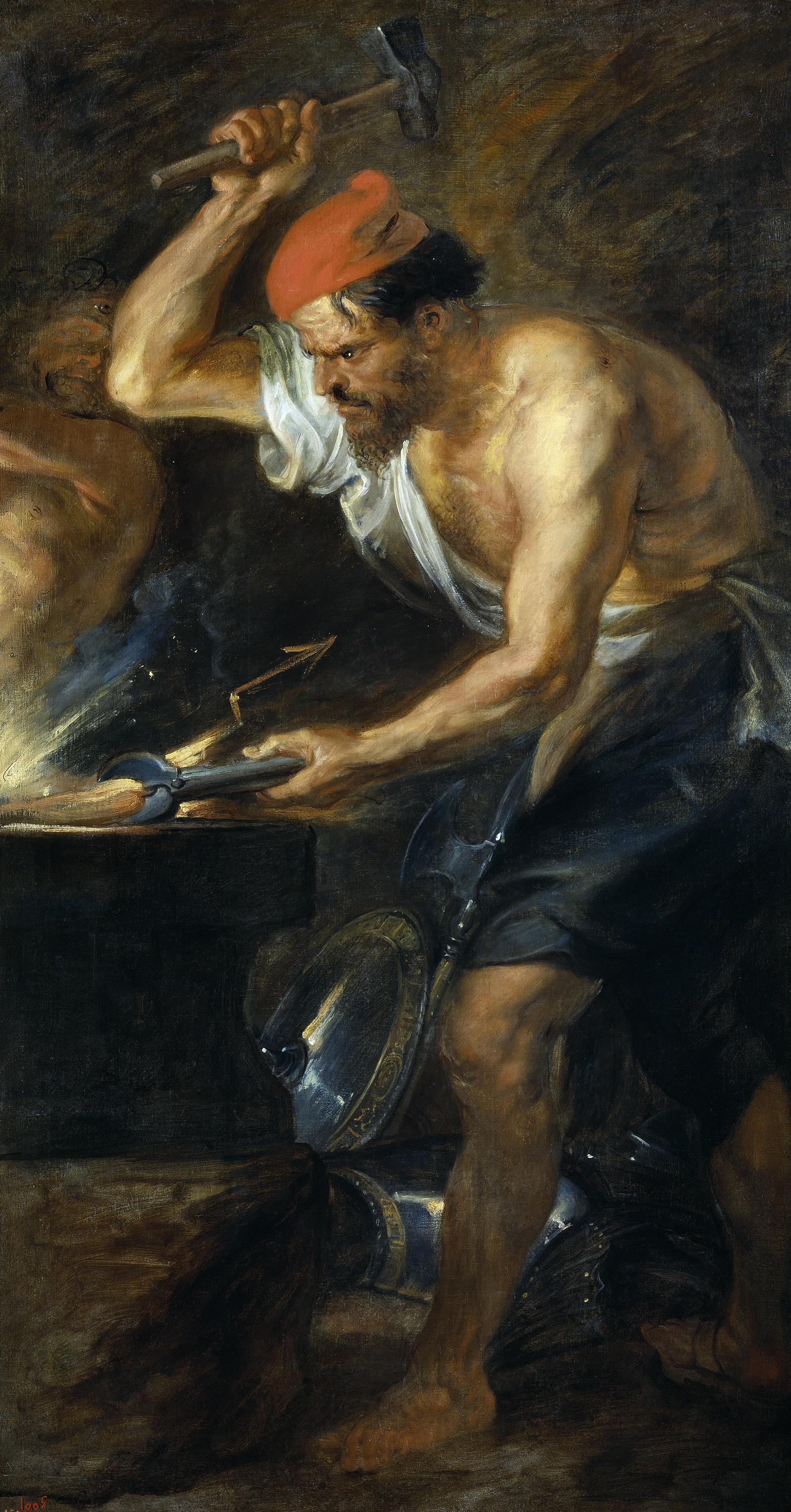
Vulcano forgia le folgori per Giove di Rubens (XVII secolo)

## Natura del dio
A Creta era venerato Velkhanos, un dio della natura e degli Inferi e in passato si è ipotizzato che Vulcano provenisse dal Mediterraneo orientale tramite l'Etruria.
Secondo Georges Dumézil, la reale natura di Vulcano si spiega con la teoria dei tre fuochi vedici. Secondo questa teoria per celebrare un sacrificio si devono accendere sul terreno tre fuochi: il primo, chiamato "fuoco del padrone di casa", rappresenta il sacrificante stesso e serve ad accendere gli altri, il secondo, "fuoco delle offerte", porta il sacrificio agli dei per mezzo del fumo, il terzo, "fuoco di destra o del sud", è situato al limite dell'area sacrificale e serve da sentinella contro l'attacco degli spiriti maligni. Questa teoria si sarebbe conservata anche a Roma, dove i primi due fuochi sono rappresentati da Vesta mentre il terzo è Vulcano. Il dio è quindi il fuoco che divora e distrugge, rivolto verso le potenze ostili e questo spiega ciò che si era chiesto anche Plutarco, cioè perché i suoi templi dovevano essere costruiti fuori o al limite esterno delle mura, come già il Volcanal alle origini di Roma. Questo spiega anche perché a Vulcano si consegnassero bruciandole per annientarle le armi e le spoglie del nemico prese sul campo di battaglia, come anche le armi del sopravvissuto alla devotio.

## Vulcano nella tradizione latina e romana
A Vulcano viene attribuita la paternità di alcuni personaggi della tradizione romana e latina: Ceculo, il fondatore di Preneste, Caco, un essere primordiale e mostruoso che abitava nel sito di Roma e Servio Tullio, il penultimo re di Roma.
Catone nelle Origini dice che alcune vergini andate ad attingere acqua trovarono Ceculo in mezzo al fuoco e perciò si pensò che egli fosse figlio di Vulcano. Anche Virgilio ricorda nell'Eneide la discendenza da Vulcano di Ceculo e di Caco. Ovidio racconta nei Fasti che Servio Tullio era stato concepito dalla schiava Ocresia sedutasi sopra un fallo eretto apparso nel focolare; la divina paternità fu riconosciuta quando un fuoco circondò la testa del piccolo senza procurargli danno. Anche Plinio il vecchio racconta la medesima storia, ma attribuisce la paternità al Lar familiaris, piuttosto che a Vulcano.
Jacqueline Champeaux e Attilio Mastrocinque hanno avanzato l'ipotesi che sia identificabile con Vulcano il dio ignoto che nella più antica mitologia latina avrebbe fecondato una dea vergine e madre corrispondente alla Rea greca (la dea Fortuna a Praeneste e Feronia ad Anxur). In tal caso Vulcano sarebbe stato il padre di Giove.

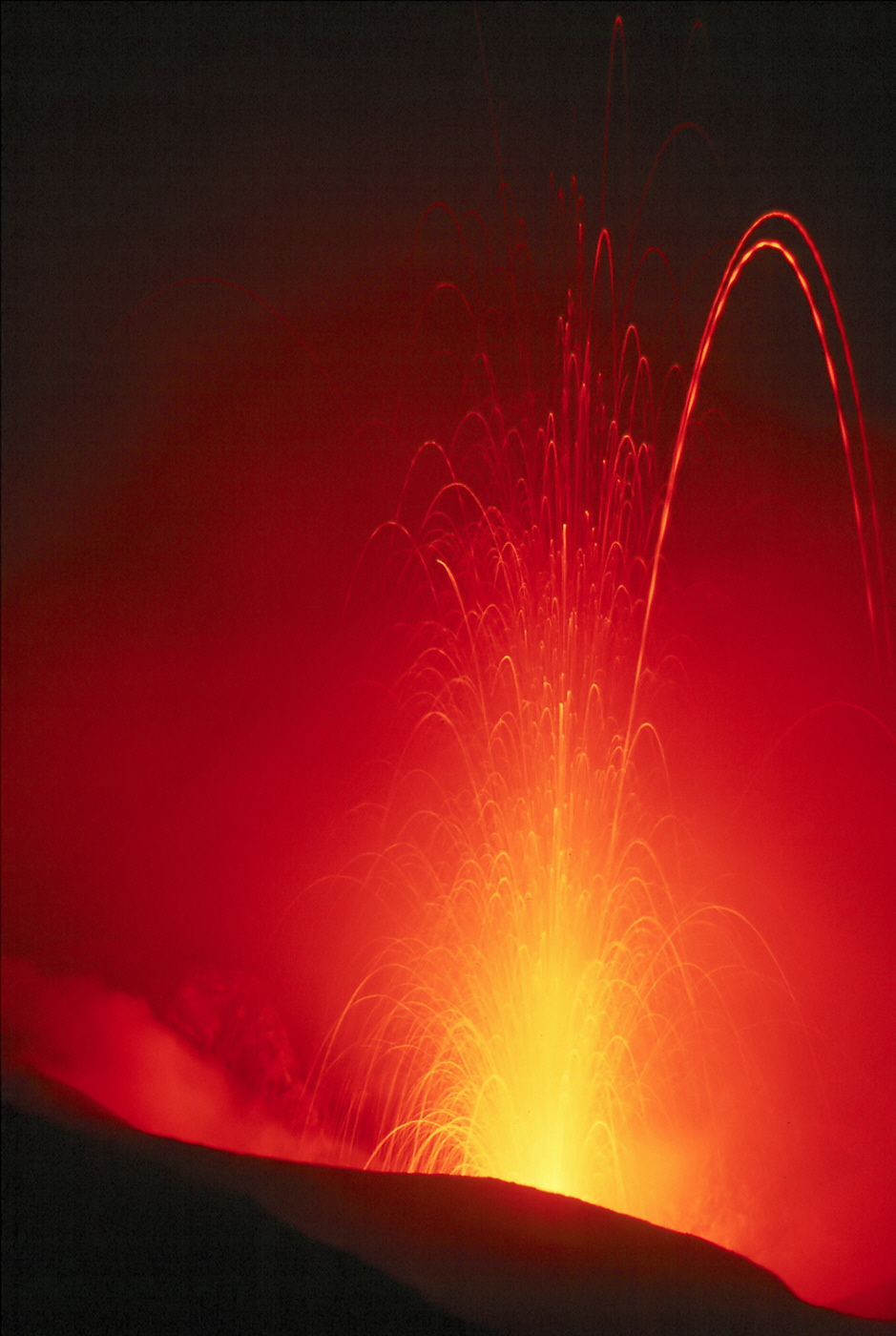
Vulcano come fuoco terrestre e distruttore

Confrontando i diversi racconti mitologici, l'archeologo Andrea Carandini ritiene che Caco e Caca fossero figli di Vulcano e di una divinità o di una vergine locale così come lo è Ceculo; Caco e Caca rappresenterebbero l'uno il fuoco metallurgico e l'altra il fuoco domestico, proiezioni di Vulcano e Vesta. Questi racconti mitologici risalirebbero al periodo pre-urbano del Lazio e il loro significato appare abbastanza chiaro: sul piano divino Vulcano feconda una dea vergine e genera Giove, il sovrano divino; sul piano umano Vulcano feconda una vergine locale (probabilmente una "principessa") e genera un capo. La prima attestazione di un'associazione rituale fra Vulcano e Vesta risale al lettisternio del 217 a.C. Altri indizi che sembrano confermare questo legame sembrano essere la vicinanza tra i due santuari e l'affermazione fatta da Dionigi di Alicarnasso, secondo il quale entrambi i culti sarebbero stati introdotti a Roma da Tito Tazio per esaudire un voto fatto in battaglia.
A Vulcano, dio del fuoco, era associata Vesta, dea del focolare, come anche dimostrato dal Portico degli Dei Consenti, dove tra le coppie dei  duodecim deos Consentis trovava posto anche quella formata da Vesta e da Vulcano.
A Vulcano inoltre, sono collegate due divinità femminili ugualmente antiche, Stata Mater, che è probabilmente la dea che ferma gli incendi, e Maia, il cui nome secondo H. J. Rose deriva dalla radice MAG, per cui va interpretata come la dea che presiede alla crescita, forse a quella dei raccolti.  Macrobio riferisce l'opinione di Cincio secondo il quale la compagna di Vulcano sarebbe Maia, giustificando questa affermazione con il fatto che il flamine di Vulcano sacrificava a questa dea alle calende di maggio, mentre secondo Pisone la compagna del dio sarebbe Maiesta. Anche secondo Gellio Maia era associata a Vulcano, citando i libri di preghiere in uso ai suoi tempi. Il dio è il patrono dei mestieri legati ai forni (cuochi, fornai, pasticceri) e se ne trova attestazione in Plauto, Apuleio (dove fa il cuoco alle nozze di Amore e Psiche) e nel poemetto di Vespa contenuto nell'Anthologia Latina e incentrato sulla contesa tra un fornaio e un cuoco.

## Santuari

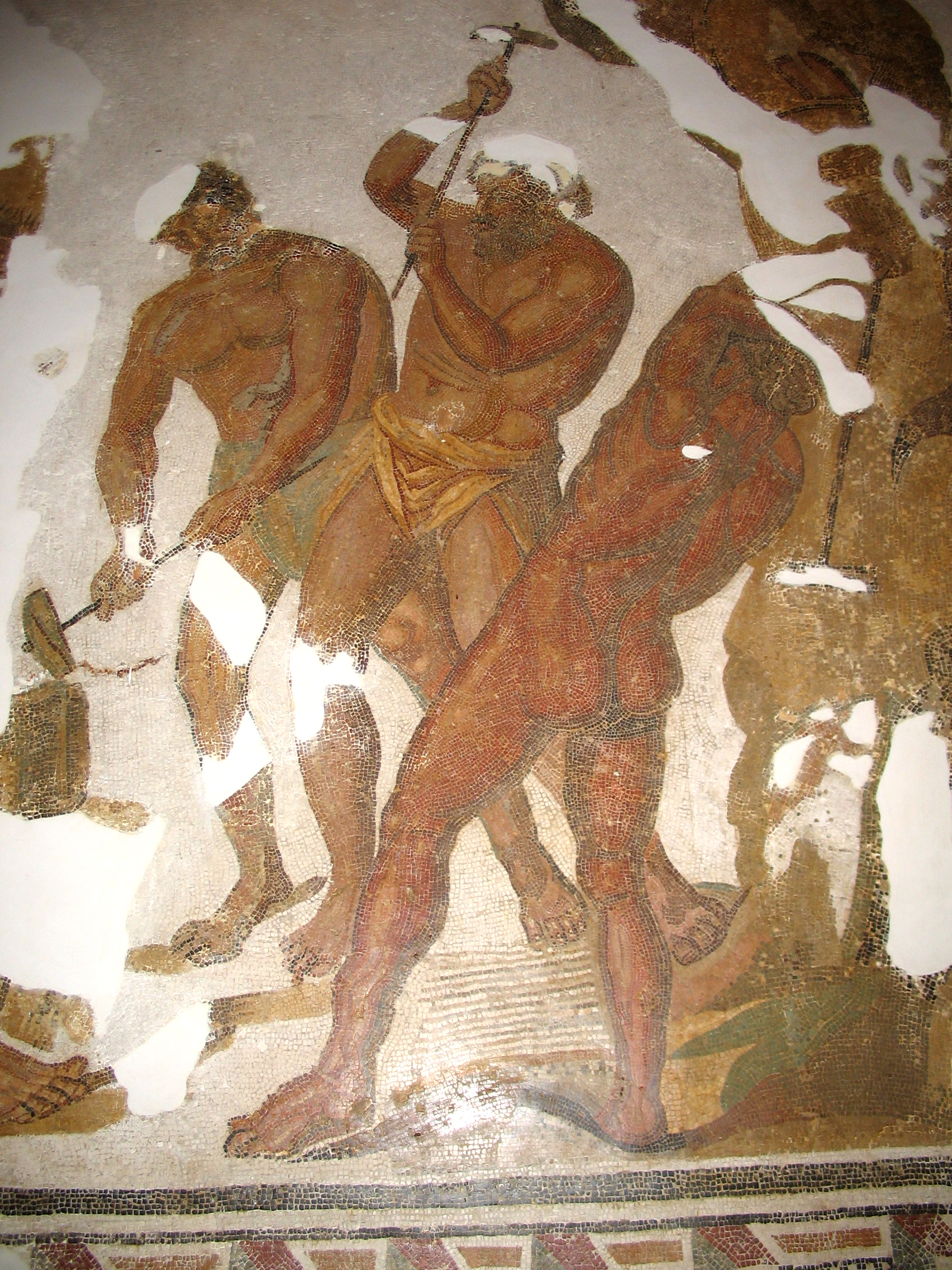
Fucina di Vulcano (Museo nazionale del Bardo, Tunisi)

Il principale e più antico santuario di Vulcano a Roma era il Volcanal, situato nell'area Volcani, un'area all'aperto ai piedi del Campidoglio, nell'angolo nord-occidentale del Foro Romano, con un'ara dedicata al dio e un fuoco perenne. Secondo la tradizione romana, il santuario era stato dedicato da Romolo, il quale vi aveva anche posto una quadriga di bronzo dedicata al dio, preda di guerra dopo la sconfitta dei Fidenati (ma secondo Plutarco la guerra in questione fu quella contro Cameria, sedici anni dopo la fondazione di Roma), e una propria statua con un'iscrizione contenente una lista dei suoi successi redatta in caratteri greci; secondo Plutarco Romolo era rappresentato incoronato dalla Vittoria. Inoltre il re avrebbe piantato nel santuario un albero di loto sacro, che esisteva ancora ai tempi di Plinio il Vecchio e si diceva che fosse tanto antico quanto la città stessa. Si è ipotizzato che il santuario risalisse all'epoca in cui il Foro era ancora fuori della città. Il Volcanal è menzionato due volte da Tito Livio in merito al prodigium di una pioggia di sangue avvenuto nel 183 a.C. e nel 181 a.C.
L'area Volcani, probabilmente un locus substructus, era circa 5 metri più alta del Comitium e da essa i re e i magistrati della prima Repubblica, prima che fossero costruiti i rostra, si rivolgevano al popolo. Sul Volcanal c'era anche una statua in bronzo di Orazio Coclite, che era stata qui spostata dal Comizio, un locus inferior, dopo essere stata colpita da un fulmine. Aulo Gellio racconta che furono chiamati alcuni aruspici per espiare il prodigio, ma questi mossi dal malanimo fecero spostare la statua in un luogo più basso dove non batteva mai il sole. L'inganno fu però scoperto e gli aruspici giustiziati; in seguito si scoprì che la statua doveva essere posta in un luogo più alto e così fu fatto sistemandola nell'area Volcani. Già nel 304 a.C. nell'area Volcani fu costruito un tempio alla Concordia dedicato dall'edile curule Gneo Flavio. Stando a Samuel Ball Platner nel corso del tempo il Volcanal sarebbe stato sempre più ristretto dagli edifici circostanti fino a essere ricoperto del tutto. Il culto era comunque vivo ancora nella prima metà età imperiale, come testimonia il ritrovamento di una dedica di Augusto nell'anno 9 a.C.
Agli inizi del XX secolo furono ritrovate, dietro l'arco di Settimio Severo, alcune antiche fondazioni in tufo che probabilmente appartenevano al Volcanal e tracce di una specie di piattaforma rocciosa, lunga 3,95 metri e larga 2,80, che era stata ricoperta di cemento e dipinta di rosso. La sua superficie superiore è scavata da varie canaline e di fronte ci sono i resti di una canale di drenaggio fatto di lastre di tufo. Si avanzò l'ipotesi che si trattasse dell'ara stessa di Vulcano. La roccia mostra segni di danni e di riparazioni e nella superficie ci sono alcune cavità, rotonde e squadrate, che hanno una qualche rassomiglianza con le tombe e sono perciò state considerate tali da alcuni autori in passato, specialmente von Duhn, il quale, dopo la scoperta di antiche tombe a cremazione nel Foro, ha sostenuto che in origine il Volcanal fosse il luogo dove venivano bruciati i corpi.
Un altro tempio gli fu eretto prima del 215 a.C. nel Campo Marzio, presso il Circo Flaminio dove si tenevano giochi in suo onore in occasione della festività dei Volcanalia. Vitruvio afferma che anche gli aruspici etruschi prescrivono nei loro libri di costruire i templi di Vulcano fuori delle mura cittadine, per evitare che il fuoco si rivolga contro le abitazioni.

## Festività
Al culto di Vulcano era preposto un flamine minore, denominato flamine vulcanale; al dio era dedicata la festività dei Volcanalia, celebrata il 23 agosto (ovvero il X alle calende di settembre), in occasione della quale si svolgevano i Ludi Piscatorii, giochi in onore dei pescatori del Tevere sull'altra riva del fiume rispetto alla città e si sacrificavano nel fuoco del Volcanal piccoli pesci vivi, pescati nel fiume, al posto di anime umane.. Pare che durante questa festa la gente usasse appendere abiti o stoffe al sole; secondo Dumézil questa pratica rituale potrebbe riflettere un legame teologico tra Vulcano e il dio Sole. Un'altra usanza praticata in questo giorno era di iniziare a lavorare con la luce di una candela, probabilmente per auspicare un uso benefico del fuoco legato al dio.

## Vulcano fuori di Roma
A Ostia il culto di Vulcano era il più importante della città, così come lo era il suo sacerdote, denominato pontifex Volcani et aedium sacrarum, il quale aveva il controllo su tutti gli edifici sacri della città e concedeva (o negava) l'autorizzazione all'erezione di statue dedicate alle divinità orientali. Il pontefice di Vulcano era nominato a vita probabilmente dal consiglio dei decurioni e la sua posizione corrispondeva a quella del pontefice massimo a Roma ed era il vertice della carriera amministrativa della città di Ostia; veniva scelto, quindi, tra le persone che aveva già ricoperto cariche pubbliche in città o anche a livello imperiale. Il pontefice di Vulcano era l'unica autorità che disponesse di un certo numero di aiutanti e precisamente di tre pretori e due o tre edili, cariche religiose diverse da quelle civili omonime. In base a un'iscrizione frammentaria ritrovata ad Annaba (antica Hippo Regius), si ritiene probabile che lo scrittore Svetonio abbia ricoperto questa carica.
Da Strabone sappiamo che a Pozzuoli vi era una zona denominata in greco "agorà di Efesto" (Forum Vulcani in latino), una pianura caratterizzata da numerosi sbocchi di vapore vulcanico (odierna località "La Solfatara").
Plinio il vecchio riferisce inoltre che nelle vicinanze di Modena il fuoco usciva dalla terra statis Volcano diebus.

## Identificazione con il dio greco Efesto

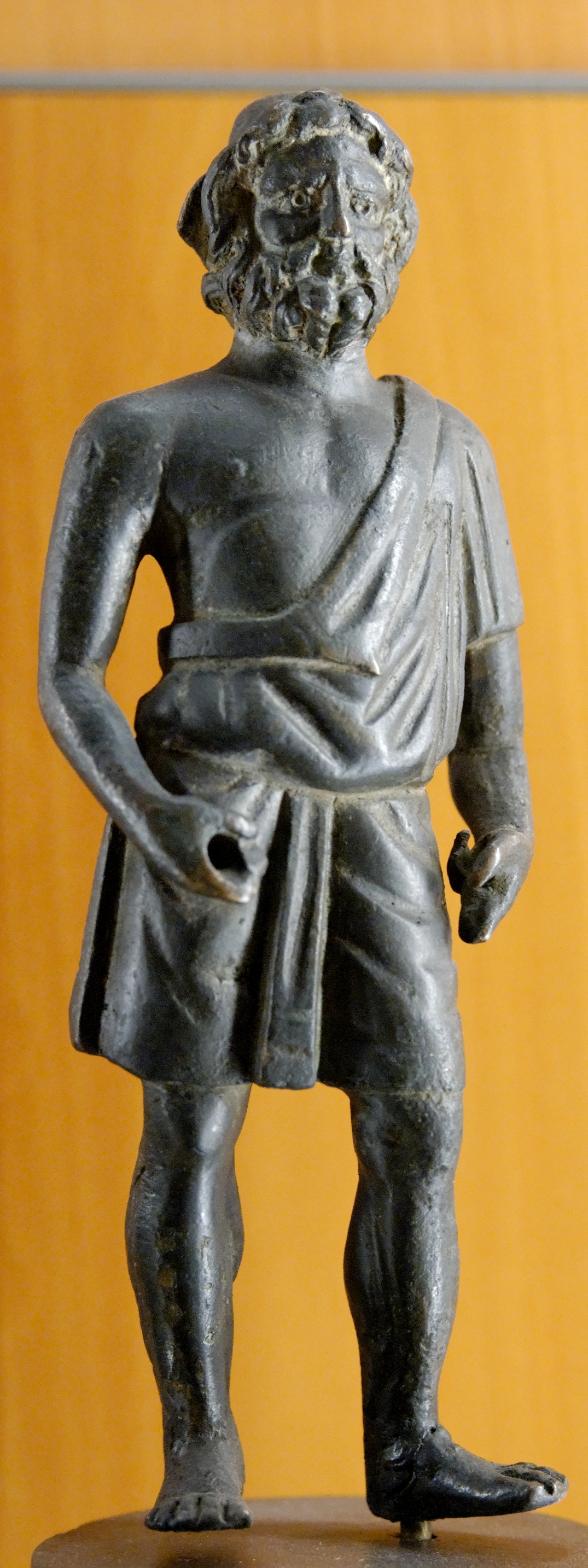
Vulcano, indossante un'exomis e un pileo. I sec. a.C. circa.

Assimilato al dio greco Efesto, in età classica ne assunse anche la mitologia ritrovandosi così a essere considerato figlio di Giove e di Giunone e sposo di Venere. Già il poeta Lucio Accio nel Filottete chiama Lemno, l'isola di Efesto, con l'appellativo di Vulcania.
Nell'Eneide Virgilio mescola temi arcaici e temi ellenizzanti: se da una parte Vulcano viene identificato con la furia del fuoco che brucia le navi o con le faville che sprizzano dalle torce, dall'altra Vulcano viene identificato con il dio greco Efesto quando viene chiamato "il dio di Lemno" o nell'episodio in cui la dea Venere seduce il dio nel talamo divino per convincerlo a fornire armi a Enea. Il dio acconsente e corre all'isola di Lipari sotto la quale vi è un antro nel quale i ciclopi forgiano le armi per gli dei. Vulcano ordina loro di interrompere il lavoro e di dedicarsi alla fabbricazioni delle armi per Enea, tra le quali uno scudo sul quale vengono effigiati i principali eventi della storia romana da Romolo ad Augusto. Anche in Ovidio c'è una simile mescolanza: nelle Metamorfosi Vulcano è associato alla violenza del fuoco e alle fiamme soffiate dalle narici dei tori prodigiosi che Giasone deve affrontare per avere il vello d'oro, ma poi gli viene attribuita la paternità del brigante Perifete, figlio di Efesto.
Nella letteratura latina del III secolo Vulcano è completamente identificato con Efesto nel De concubitu Martis et Veneris di Reposiano, un poemetto contenuto nell'Anthologia Latina, nel quale si racconta l'episodio omerico della scoperta del tradimento di Venere con Marte; in pratica di romano qui c'è solo il nome dei divini protagonisti che sostituisce l'originale greco. L'identità di Vulcano con Efesto permane nei secoli successivi. È riconoscibile, per esempio, nelle numerose rappresentazioni di Vulcano nell'arte rinascimentale e moderna quali:
- La fucina di Vulcano - Dipinto di Diego Velázquez (1630)
- Marte e Venere sorpresi da Vulcano di François Boucher (1754)

e in alcune opere eroicomiche della letteratura italiana:
- Francesco Bracciolini, Lo scherno de' falsi dei (1618-1626)
- Ferrante Pallavicino, La rete di Vulcano (1640)
- Domenico Luigi Batacchi, La rete di Vulcano (1812, postumo)

ove la divinità rappresentata mostra esclusivamente le caratteristiche del dio greco.

## Vulcano in Alabama

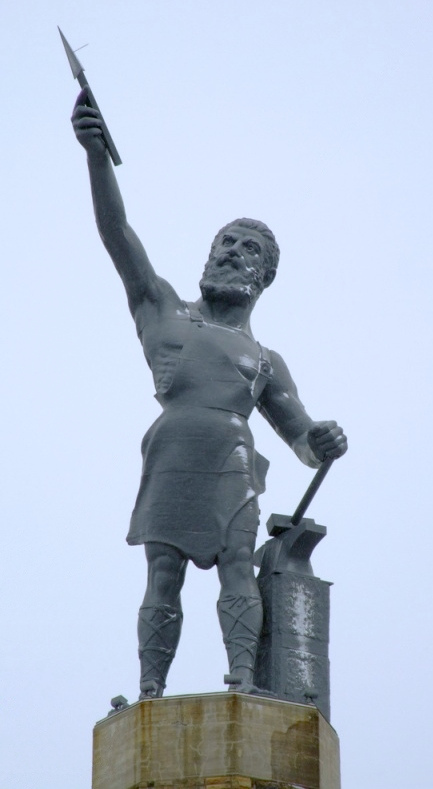
La statua di Vulcano a Birmingham

Nel XX secolo Vulcano è stato assunto come simbolo dalla città statunitense di Birmingham, che ha dedicato al dio una statua in ghisa sulla cima della Red Mountain ("Montagna Rossa"), all'interno del Vulcan Park, dalla quale guarda la città. Alta 56 piedi (17 metri) e posta su un piedistallo di 124 piedi (38 metri), è la più grande statua di ghisa del mondo.
La statua fu costruita dallo scultore di origine italiana Giuseppe Moretti (1857-1935) per essere presentata all'Esposizione di St. Louis del 1904 come simbolo dell'attività industriale della città e in seguito fu riportata a Birmingham per essere posta nel 1938 sulla cima della Red Mountain. Con il trascorrere degli anni la statua cominciò a presentare segni di deterioramento e soprattutto di formazione di ruggine, cosicché da ottobre a novembre 1999 fu smontata in vari pezzi e messa in restauro a spese della comunità; lo smontaggio fu reso difficoltoso dalla presenza del cemento messo in origine nelle gambe della statua per stabilizzarla. Dopo il restauro la statua fu rimontata e rimessa al suo posto nel 2003 e nel 2004.

### Fonti primarie
- Iudicium coci et pistoris iudice Vulcano.
- Apuleio, Metamorfosi.
- Dionigi di Alicarnasso, Antichità romane.
- Festo, De verborum significatu.
- Aulo Gellio, Notti attiche.
- Tito Livio, Storia di Roma.
- Macrobio, Saturnali.
- Ovidio, Fasti.
- Ovidio, Metamorfosi
- Paolino di Nola, Lettere.
- Plauto, Aulularia.
- Plinio il Giovane, Lettere.
- Plinio il Vecchio, Storia naturale.
- Plutarco, Questioni romane
- Plutarco, Vita di Publicola
- Plutarco, Vita di Romolo.
- Reposiano, De concubitu Martis et Veneris.
- Scholia Veronensia all'Eneide.
- Servio Mario Onorato, Commento all'Eneide.
- Strabone, Geografia. L'Italia. Milano, Rizzoli, 1988. ISBN 88-17-16687-1.
- Marco Terenzio Varrone, De lingua latina.
- Virgilio, Eneide.
- Vitruvio, Dell'architettura. Pisa, Giardini editore, 1978.

### Fonti secondarie
- Andrea Carandini, La nascita di Roma, §45, pag. 52, Einaudi, Torino 1997. ISBN 88-06-14494-4.
- Jacqueline Champeaux, Fortuna dans la religion romaine archaïque (Fortuna.[..] vol. I), École française de Rome, Roma, 1982.
- Arthur Bernard Cook, Zeus: a Study in Ancient Religion, vol. II, pag. 946 e seguenti (1914-1925).
- Georges Dumézil, Feste romane, pag. 70, Il Melangolo, Genova, 1989. ISBN 88-7018-091-3.
- Georges Dumézil, La religione romana arcaica, pag. 284, nota 12, Rizzoli, Milano, 1977. ISBN 88-17-86637-7.
- Svetonio, Vite dei dodici Cesari a cura di Gianfranco Gaggero, introduzione, Rusconi, Milano 1994. ISBN 88-18-70081-2.
- Attilio Mastrocinque, Romolo. La fondazione di Roma tra storia e leggenda, Zielo Editore, Este, 1993.
- Wolfgang Meid, Etrusk. Velkhans, kret. Welkhanos und die angebliche Herkunft des lat. GN. Volcānus aus dem Etruskischen, in Indogermanische Forschungen nº66 (1961), pp. 259–266.
- Carlo Pavolini, La vita quotidiana a Ostia, Laterza, Roma-Bari, 1986. ISBN 88-420-4817-8.
- Samuel Ball Platner, A Topographical Dictionary of Ancient Rome, Oxford University Press, Londra, 1929.
- Herbert Jennings Rose, Vulcano in Dizionario di antichità classiche, San Paolo, Torino 1995. ISBN 88-215-3024-8.